# Jim Weatherwax
(en) Statistiques sur pro-football-reference
James Michael Weatherwax (né le 9 janvier 1943 à Porterville) est un joueur américain de football américain.
James Michael Weatherwax est né le 9 janvier 1943, dans le comté de Tulare, en Californie. Il était le fils de William G. et Oletta (Stewart) Weatherwax. Il a été diplômé du lycée de Van Nuys, à Van Nuys, en Californie. Weatherwax a joué au basketball sous la direction de Jerry Tarkanian au lycée de Redlands et a également joué au football américain. Joueur polyvalent, Weatherwax a été sélectionné dans l'équipe étoile du comté de San Bernardino en 1960. Il a grandi de 10 pouces entre sa deuxième et sa dernière année de lycée. À l'université, Weatherwax a commencé à San Bernardino Valley College, un établissement de deux ans, avant de poursuivre à West Texas A&M University et à Cal State-Los Angeles.Carrière

## Université
Weatherwax suit d'abord les cours de l'université A&M de West Texas avant d'être transféré à l'université d'État de Californie à Los Angeles et d'intégrer l'équipe de football américain des Diablos. En 1964, il contribue grandement au titre de champion national UPI (niveau small college) de sa faculté au terme d'une saison pendant laquelle Cal State ne perdra aucun match (9-0). Weathermax remporte un deuxième titre de champion de la conférence CCAA mais échoue à la deuxième place du classement UPI avec un score de 9-1.

## Professionnel
Il est sélectionné au onzième tour de la draft de la NFL de 1965 par les Packers de Green Bay au 150e choix. Le joueur de ligne défensive est également choisi par les Chargers de San Diego à la draft de l'American Football League mais il privilégie la NFL. Malgré ses bonnes performances au niveau universitaire, Weatherwax n'arrive pas à décrocher un poste de titulaire, devant se contenter d'un poste de remplaçant lors des saisons 1966 et 1967 durant lesquelles il remporte les deux premiers Super Bowl avec les Packers.
Après une saison blanche où il n'apparaît pas dans l'équipe, il revient en 1969 où il reste dans un statut de second couteau. En trois saisons, il joue trente-quatre matchs de saison régulière dont quatre comme titulaire et force un fumble.

## Palmarès
- Introduit au Temple de la renommée sportif de l'université d'État de Californie à Los Angeles en 1990
- Équipe de la conférence CCAA 1965